# NGC 4403
NGC 4403 ist eine Spiralgalaxie vom Hubble-Typ Sab im Sternbild Jungfrau nördlich der Ekliptik. Sie ist schätzungsweise 227 Millionen Lichtjahre von der Milchstraße entfernt und hat einen Durchmesser von etwa 110.000 Lj.

Im selben Himmelsareal befinden sich u. a. die Galaxien NGC 4404, NGC 4428 und NGC 4433.
Das Objekt wurde am 20. März 1789 von dem deutsch-britischen Astronomen Wilhelm Herschel entdeckt.